# Performing Animals; or, Skipping Dogs
Performing Animals; or, Skipping Dogs er en britisk stumfilm fra 1895 af Birt Acres.